# 기동전사 건담 쿠쿠루스 도안의 섬
《기동전사 건담 쿠쿠루스 도안의 섬》(일본어: 機動戦士ガンダム ククルス・ドアンの島)는 2022년 6월 3일에 개봉한 건담 시리즈의 애니메이션 영화다.

## 출연

### 주연
- 후루야 토오루 : 아무로 레이 역
- 타케우치 슌스케 : 쿠쿠루스 도안 역

## 수입사
- 에스피오엔터테인먼트코리아